# Słaboszewo
Słaboszewo – wieś w Polsce, położona w województwie kujawsko-pomorskim, w powiecie mogileńskim, w gminie Dąbrowa. Jest siedzibą parafii pw. Świętej Trójcy.

## Podział administracyjny
Wieś duchowna, własność arcybiskupstwa gnieźnieńskiego, pod koniec XVI wieku leżała w powiecie gnieźnieńskim województwa kaliskiego. W latach 1975–1998 miejscowość administracyjnie należała do województwa bydgoskiego.

## Demografia
Według Narodowego Spisu Powszechnego (III 2011 r.) liczyła 187 mieszkańców. Jest dziewiątą co do wielkości miejscowością gminy Dąbrowa.

## Galeria

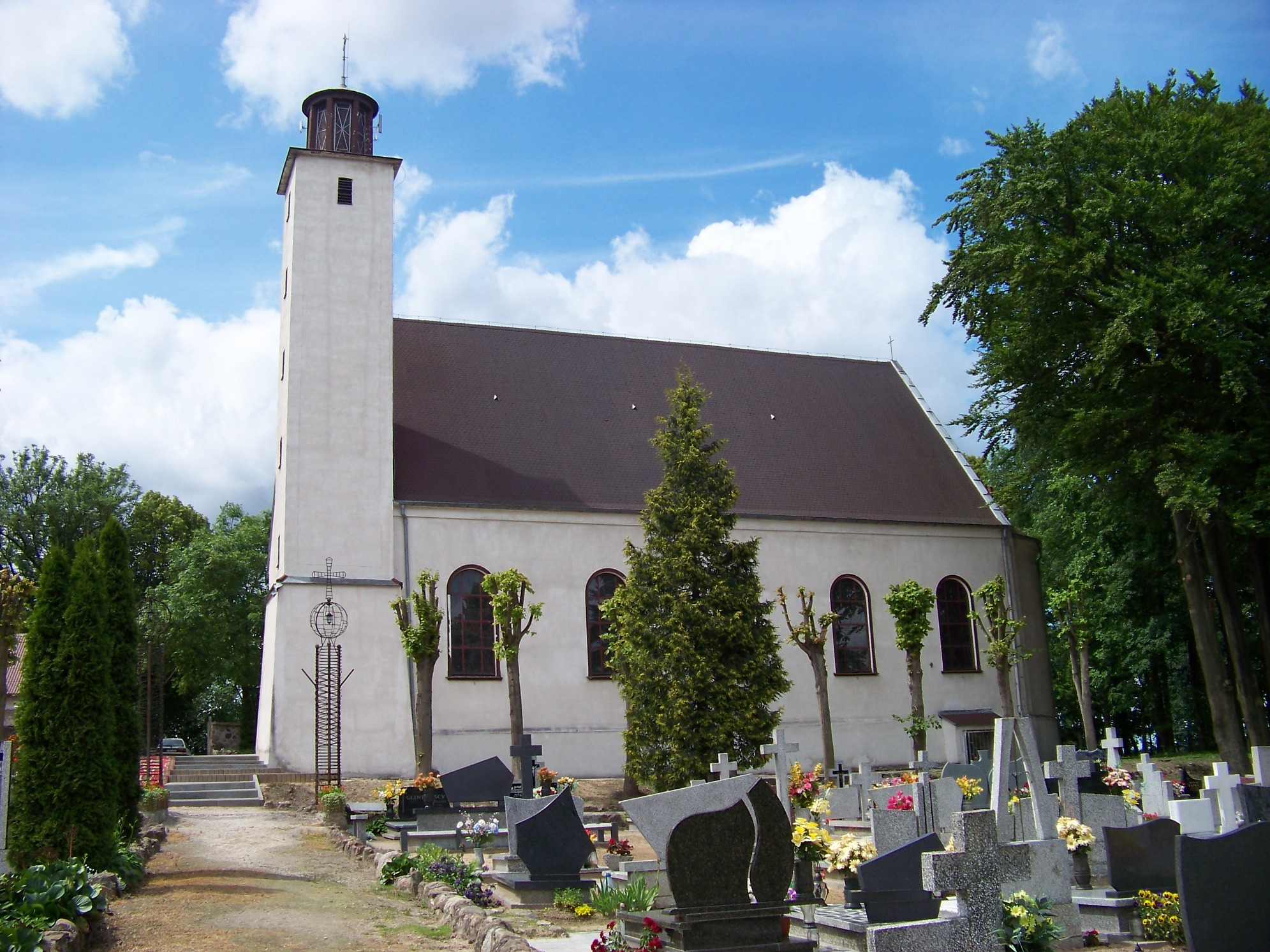
Kościół pw. Świętej Trójcy
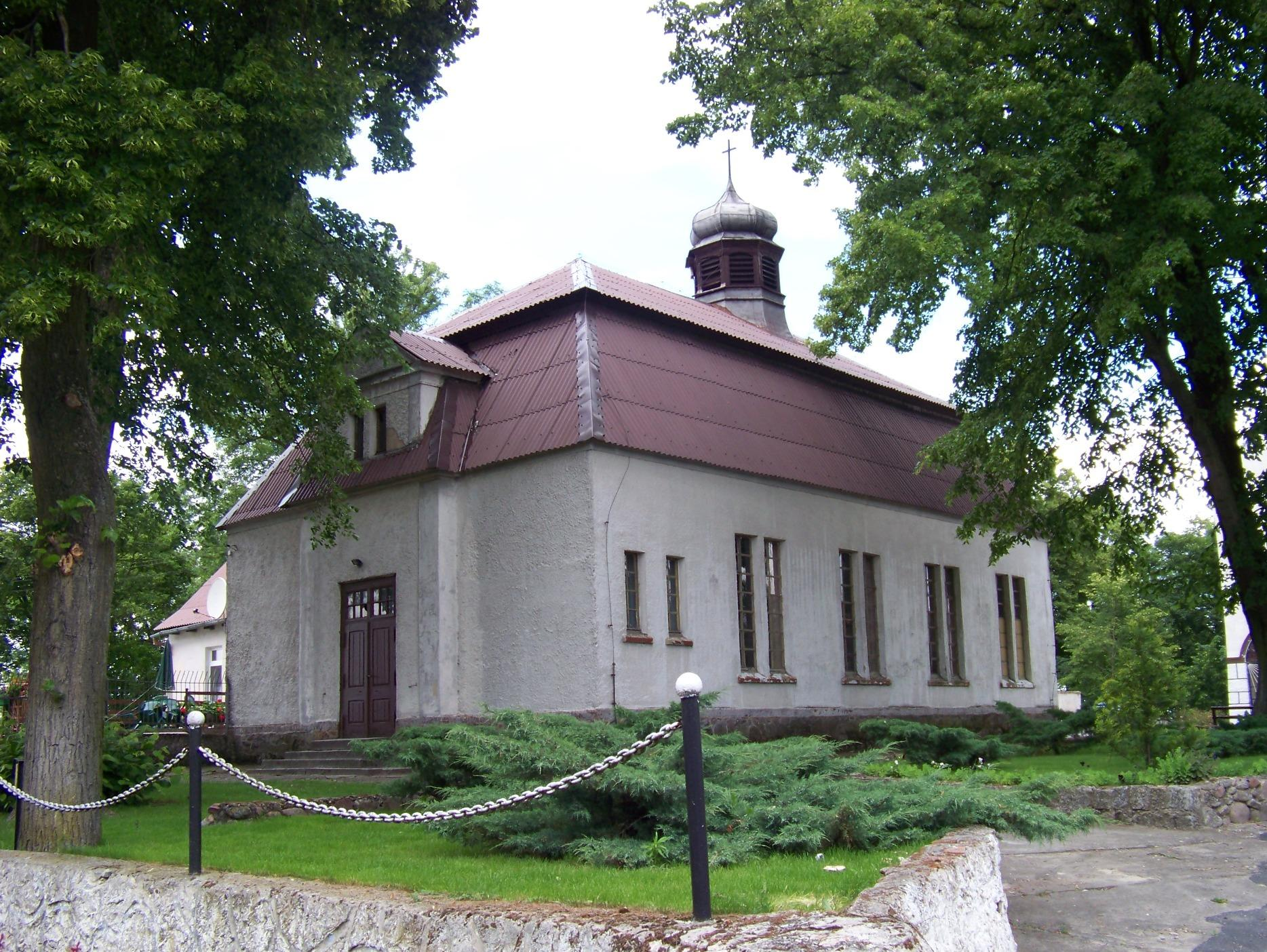
Kościół pw. Świętej Doroty